# Малахов, Борис Николаевич
Бори́с Никола́евич Мала́хов (30 июля 1953, Москва — 26 ноября 2012, Претория) — советский, российский дипломат.

## Биография
Родился 30 июля 1953 года в Москве.
Окончил МГИМО МИД СССР (1975).
- В 1975—1978 годах — атташе посольства СССР в Индии.
- В 1978—1984 годах — третий, второй секретарь Генерального секретариата МИД СССР.
- В 1984—1990 годах — второй, первый секретарь (пресс-атташе) посольства СССР в США.
- В 1990—1992 годах — советник, старший советник, заместитель начальника секретариата министра иностранных дел РФ.
- В 1992—1998 годах — советник, старший советник, руководитель Отдела прессы и связям с общественностью посольства России в Великобритании.
- В 1998—2008 годах — заместитель директора Департамента информации и печати МИД РФ.
- С 6 октября 2008 по 26 ноября 2012 года — чрезвычайный и полномочный посол России в Замбии[1].

Скончался 26 ноября 2012 года в больнице «Зюид-Африкаанс» в Претории после операции аортокоронарного шунтирования.

## Дипломатический ранг
Чрезвычайный и полномочный посланник 1 класса (5 марта 2005).

## Семья
Был женат, имел дочь.